# 6845 Mansurova
6845 Mansurova este un asteroid din centura principală de asteroizi.

## Descriere
6845 Mansurova este un asteroid din centura principală de asteroizi. A fost descoperit pe 2 mai 1976 la Observatorul de Astrofizică din Crimeea de Nikolai Cernîh. El prezintă o orbită caracterizată de o semiaxă mare de 2,28 ua, o excentricitate de 0,15 și o înclinație de 6,7° în raport cu ecliptica.